# Freccia del Brabante 1998
La Freccia del Brabante 1998, trentottesima edizione della corsa, si svolse il 29 marzo su un percorso di 193 km, con partenza e arrivo ad Alsemberg. Fu vinta dal belga Johan Museeuw della squadra Mapei-Bricobi davanti all'italiano Germano Pierdomenico e all'olandese Michael Boogerd.

## Ordine d'arrivo (Top 10)
| Pos. | Corridore            | Squadra             | Tempo    |
| ---- | -------------------- | ------------------- | -------- |
| 1    | Johan Museeuw        | Mapei-Bricobi       | 4h15'50" |
| 2    | Germano Pierdomenico | Cantina Tollo       | a 5"     |
| 3    | Michael Boogerd      | Rabobank            | a 12"    |
| 4    | Wilfried Peeters     | Mapei-Bricobi       | a 1'10"  |
| 5    | Marco Serpellini     | Brescialat-Liquigas | a 1'19"  |
| 6    | Davide Casarotto     | Scrigno-Gaerne      | a 1'36"  |
| 7    | Christophe Mengin    | FDJ                 | a 2'32"  |
| 8    | Lauri Aus            | Casino              | a 3'48"  |
| 9    | Nicolay Bo Larsen    | TVM-Farm Frites     | s.t.     |
| 10   | Massimiliano Mori    | Saeco               | s.t.     |